# قرار مجلس الأمن التابع للأمم المتحدة رقم 928
قرار مجلس الأمن التابع للأمم المتحدة رقم 928، المتخذ بالإجماع في 20 حزيران / يونيو 1994، بعد إعادة تأكيد القرارات 812 (1993)، 846 (1993) و891 (1993) بشأن الحالة في رواندا، شدد المجلس على ضرورة مواصلة تنفيذ حظر توريد الأسلحة التي فرضت بموجب القرار 918 (1994) ومدد ولاية بعثة مراقبي الأمم المتحدة في أوغندا ورواندا لفترة نهائية مدتها ثلاثة أشهر حتى 21 سبتمبر 1994.
واتفق المجلس على أن انسحاب بعثة مراقبي الأمم المتحدة يجب أن يتم على مراحل، وطالب الأمين العام بطرس بطرس غالي بتقرير عن إنهاء بعثة مراقبي الأمم المتحدة قبل أن تكتمل ولايتها. تم الإعراب عن التقدير لحكومة أوغندا لتعاونها مع بعثة الأمم المتحدة في جمهورية الكونغو الديمقراطية، مؤكدين على الأهمية المستمرة لهذا التعاون.
كما أكد القرار على أن قضية تدفق الأسلحة في المنطقة تشكل مصدر قلق كبير.

## روابط خارجية
- نص القرار في undocs.org